# Penisverlenging
Penisverlenging wordt vaak toegepast bij mannen die vinden of denken dat hun penis te klein is. Het is dus vaak een stoornis van de lichaamsbeleving die aan een penisverlenging ten grondslag ligt. In sommige gevallen is er echter een medische noodzaak voor penisverlenging. Vaak gebeurt dit bij kinderen met een aangeboren afwijking. 
Bij penisverlenging wordt het bindweefsel, dat het sponsachtige materiaal in de penis aan het schaambeen vasthoudt, verwijderd of losgesneden waardoor de penis meer 'ruimte' krijgt en het sponsachtig materiaal meer vrijheid krijgt. Hierdoor kan de penis bij een volledige erectie drie tot vijf centimeter langer worden.